# Augusto Pupio
José Augusto Pupio Reis Júnior (Bélem, 9 de Agosto de 1982) é um médico e político brasileiro, filiado ao MDB, eleito para o cargo de deputado federal pelo Amapá.

## Dados biográficos
Médico, foi candidato nas eleições de 2022, atingindo a votação de 5 787 votos (1,36%), e sendo assim eleito Deputado Federal pelo Amapá. Em 30 de julho de 2025, Pupio teve seu mandato cassado pela Mesa Diretora da Câmara dos Deputados, junto com outros seis parlamentares de outros estados, sendo eles: Silvia Waiãpi (PL-AP), Gilvan Maximo (Republicanos-DF), Lázaro Botelho (PP-TO), Lebrão (UNIÃO-RO), Professora Goreth (PDT-AP) e Sonize Barbosa (PL-AP). A decisão foi motivada por uma mudança de entendimento do Supremo Tribunal Federal sobre as regras de distribuição das chamadas "sobras eleitorais". O STF formou maioria para invalidar a regra conhecida como “80/20”, que estabelecia que apenas partidos que atingissem ao menos 80% do quociente eleitoral, e candidatos com pelo menos 20% desse quociente, teriam direito à disputa pelas vagas remanescentes na eleição proporcional.
A própria Câmara dos Deputados tentou apresentar um recurso ao STF para impedir a mudança nas cadeiras dos parlamentares, mas o recurso acabou sendo rejeitado pelo colegiado da corte. Com a invalidação dessa regra, foi feita uma recontagem na totalização dos votos dos deputados pela Justiça Eleitoral no início de junho de 2025.

## Desempenho eleitoral
| Ano  | Interpretação | Eleição           | Partido | Candidato a      | Votos | %     | Resultado  | Ref              |
| ---- | ------------- | ----------------- | ------- | ---------------- | ----- | ----- | ---------- | ---------------- |
| 2022 | Até 2025      | Estadual no Amapá | MDB     | Deputado federal | 5 787 | 1,36% | Eleito     | [ 6 ]            |
| 2022 | Após 2025     | Estadual no Amapá | MDB     | Deputado federal | 5 787 | 1,36% | Não eleito | [ nota 1 ] [ 2 ] |